# Cratichneumon erythroscuta
Cratichneumon erythroscuta är en stekelart som beskrevs av Heinrich 1961. Cratichneumon erythroscuta ingår i släktet Cratichneumon och familjen brokparasitsteklar. Inga underarter finns listade i Catalogue of Life.